# زغال‌اخته‌های ویتنامی
زغال‌اخته‌های ویتنامی (نام علمی: Diplopanax) نام یک سرده از تیره زغال‌اخته‌ایان است.